# Школьник (фотоаппарат)
Шко́льник — среднеформатная бокс-камера для начинающих фотолюбителей.
Производилась с 1962 по 1969 год на Минском машиностроительном заводе (БелОМО).
Количество выпущенных фотоаппаратов составило 550 000 штук.

## Технические характеристики
- Корпус пластмассовый разъёмный.[2]
- Тип применяемого фотоматериала — фотоплёнка шириной 60 мм (типа «Рольфильм»). Размер кадра — 60×60 мм. Количество кадров — 12. На задней стенке камеры имеется окно, закрытое светофильтром красного цвета, перемотка плёнки по цифрам на ракорде.
- Раздельный взвод затвора и перемотки плёнки. Спуск — кнопкой на оправе объектива. Гнездо с конической резьбой для спускового тросика.
- Трёхлепестковый центральный фотографический затвор, выдержки «М» — 1/60 (или 1/125) сек. и «В».
- Объектив «Ахромат» (двухлинзовый) 8/75, типа фикс-фокус, то есть неподвижно сфокусирован на гиперфокальное расстояние (резкость от 3,5 м до «бесконечности»)[3]. Конструкция оправы объектива позволяла выкрутить вперёд линзовую сборку, уменьшив минимальную дистанцию фокусировки (при этом требовалась юстировка по матовому стеклу вместо фотоплёнки).
- Диафрагма — металлическая пластина с тремя отверстиями разного диаметра. Значения диафрагм — f/8, f/11 и f/16.
  - На диафрагме f/16 обеспечивалась глубина резко изображаемого пространства от 2,5 м до «бесконечности».
- Видоискатель оптический параллаксный.
- Синхроконтакт отсутствует.[4]
- Стоимость фотоаппарата «Школьник» составляла 6 рублей, камера считалась детской игрушкой. Сохранилось малое количество фотоаппаратов.